# Лавина (Империја)
Лавина је насеље у Италији у округу Империја, региону Лигурија.
Према процени из 2011. у насељу је живело 103 становника. Насеље се налази на надморској висини од 337 м.